# Grand Prix Formule 1 van Japan 2015
De Grand Prix Formule 1 van Japan 2015 werd gehouden op 27 september 2015 op het Suzuka International Racing Course in Japan. Het was de veertiende race van het kampioenschap.

## Wedstrijdverslag

### Kwalificatie
Nico Rosberg behaalde voor Mercedes zijn tweede pole position van het seizoen door teamgenoot Lewis Hamilton nipt te verslaan. Valtteri Bottas kwalificeerde zich als derde, voor de Ferrari van Sebastian Vettel. De andere Williams van Felipe Massa start als vijfde, met de tweede Ferrari van Kimi Räikkönen naast zich. De zevende plaats was voor Red Bull-coureur Daniel Ricciardo, terwijl Romain Grosjean voor Lotus als achtste start. Force India-coureur Sergio Pérez en Daniil Kvjat in zijn Red Bull konden geen tijd neerzetten, aangezien de laatste kort voor het verstrijken van de tijd een zware crash meemaakte in de hairpin en een rode vlag veroorzaakte, waardoor de sessie niet werd herstart.
Na afloop van de kwalificatie ontving Force India-coureur Nico Hülkenberg een straf van drie startplaatsen, omdat hij tijdens de vorige race een ongeluk heeft veroorzaakt waar de Williams van Felipe Massa bij betrokken was. Ook Toro Rosso-coureur Max Verstappen kreeg drie startplaatsen straf, aangezien hij aan het eind van Q1 zijn auto, die door elektrische problemen stilviel, op een onveilige plaats neerzette. Daniil Kvjat moest na zijn crash het chassis van zijn auto vervangen, waardoor hij verplicht uit de pitstraat moest starten.

### Race
De race werd gewonnen door Lewis Hamilton, die bij de start de als tweede gefinishte Nico Rosberg inhaalde. Sebastian Vettel eindigde de race als derde, voor teamgenoot Kimi Räikkönen en Valtteri Bottas. Nico Hülkenberg kende een goede start en eindigde als zesde, door tijdens de pitstops de Lotus-coureurs Romain Grosjean en Pastor Maldonado, die als zevende en achtste eindigden, in te halen. Het Toro Rosso-duo Max Verstappen en Carlos Sainz jr. sloten de top 10 af.

## Vrije trainingen
- Er wordt enkel de top 5 weergegeven.

| Vrije training 1 | Pos | No | Coureur          | Constructeur       | Tijd     |
| ---------------- | --- | -- | ---------------- | ------------------ | -------- |
| Vrije training 1 | 1   | 55 | Carlos Sainz jr. | Toro Rosso-Renault | 1:49.434 |
| Vrije training 1 | 2   | 26 | Daniil Kvjat     | Red Bull-Renault   | 1:49.938 |
| Vrije training 1 | 3   | 6  | Nico Rosberg     | Mercedes           | 1:50.077 |
| Vrije training 1 | 4   | 5  | Sebastian Vettel | Ferrari            | 1:50.519 |
| Vrije training 1 | 5   | 44 | Lewis Hamilton   | Mercedes           | 1:50.722 |
| Vrije training 2 | Pos | No | Coureur          | Constructeur       | Tijd     |
| Vrije training 2 | 1   | 26 | Daniil Kvjat     | Red Bull-Renault   | 1:48.277 |
| Vrije training 2 | 2   | 6  | Nico Rosberg     | Mercedes           | 1:48.300 |
| Vrije training 2 | 3   | 44 | Lewis Hamilton   | Mercedes           | 1:48.853 |
| Vrije training 2 | 4   | 3  | Daniel Ricciardo | Red Bull-Renault   | 1:49.097 |
| Vrije training 2 | 5   | 5  | Sebastian Vettel | Ferrari            | 1:50.268 |
| Vrije training 3 | Pos | No | Coureur          | Constructeur       | Tijd     |
| Vrije training 3 | 1   | 6  | Nico Rosberg     | Mercedes           | 1:33.995 |
| Vrije training 3 | 2   | 44 | Lewis Hamilton   | Mercedes           | 1:34.292 |
| Vrije training 3 | 3   | 3  | Daniel Ricciardo | Red Bull-Renault   | 1:34.497 |
| Vrije training 3 | 4   | 77 | Valtteri Bottas  | Williams-Mercedes  | 1:34.797 |
| Vrije training 3 | 5   | 19 | Felipe Massa     | Williams-Mercedes  | 1:34.934 |

Testcoureurs:
 Jolyon Palmer (Lotus-Mercedes, P18)

## Kwalificatie
| Pos                 | No | Coureur          | Constructeur         | Q1       | Q2        | Q3        | Grid |
| ------------------- | -- | ---------------- | -------------------- | -------- | --------- | --------- | ---- |
| 1                   | 6  | Nico Rosberg     | Mercedes             | 1:33.015 | 1:32.632  | 1:32.584  | 1    |
| 2                   | 44 | Lewis Hamilton   | Mercedes             | 1:32.844 | 1:32.789  | 1:32.660  | 2    |
| 3                   | 77 | Valtteri Bottas  | Williams-Mercedes    | 1:34.326 | 1:33.416  | 1:33.024  | 3    |
| 4                   | 5  | Sebastian Vettel | Ferrari              | 1:34.431 | 1:33.844  | 1:33.245  | 4    |
| 5                   | 19 | Felipe Massa     | Williams-Mercedes    | 1:34.744 | 1:33.377  | 1:33.337  | 5    |
| 6                   | 7  | Kimi Räikkönen   | Ferrari              | 1:34.171 | 1:33.361  | 1:33.347  | 6    |
| 7                   | 3  | Daniel Ricciardo | Red Bull-Renault     | 1:34.399 | 1:34.153  | 1:33.497  | 7    |
| 8                   | 8  | Romain Grosjean  | Lotus-Mercedes       | 1:34.398 | 1:34.278  | 1:33.967  | 8    |
| 9                   | 11 | Sergio Pérez     | Force India-Mercedes | 1:35.001 | 1:34.174  | geen tijd | 9    |
| 10                  | 26 | Daniil Kvjat     | Red Bull-Renault     | 1:34.646 | 1:34.201  | geen tijd | Pit  |
| 11                  | 27 | Nico Hülkenberg  | Force India-Mercedes | 1:35.328 | 1:34.390  |           | 13   |
| 12                  | 55 | Carlos Sainz jr. | Toro Rosso-Renault   | 1:34.873 | 1:34.453  |           | 10   |
| 13                  | 13 | Pastor Maldonado | Lotus-Mercedes       | 1:34.796 | 1:34.497  |           | 11   |
| 14                  | 14 | Fernando Alonso  | McLaren-Honda        | 1:35.467 | 1:34.785  |           | 12   |
| 15                  | 33 | Max Verstappen   | Toro Rosso-Renault   | 1:34.522 | geen tijd |           | 17   |
| 16                  | 22 | Jenson Button    | McLaren-Honda        | 1:35.664 |           |           | 14   |
| 17                  | 9  | Marcus Ericsson  | Sauber-Ferrari       | 1:35.673 |           |           | 15   |
| 18                  | 12 | Felipe Nasr      | Sauber-Ferrari       | 1:35.760 |           |           | 16   |
| 19                  | 28 | Will Stevens     | Marussia-Ferrari     | 1:38.783 |           |           | 18   |
| 107% tijd: 1:39.386 |    |                  |                      |          |           |           |      |
| 20                  | 53 | Alexander Rossi  | Marussia-Ferrari     | 1:47.114 |           |           | 19   |

## Race
| Pos | No | Coureur          | Constructeur         | Rondes | Tijd/Oorzaak uitval | Grid | Punten |
| --- | -- | ---------------- | -------------------- | ------ | ------------------- | ---- | ------ |
| 1   | 44 | Lewis Hamilton   | Mercedes             | 53     | 1:28:06.508         | 2    | 25     |
| 2   | 6  | Nico Rosberg     | Mercedes             | 53     | +18.964             | 1    | 18     |
| 3   | 5  | Sebastian Vettel | Ferrari              | 53     | +20.850             | 4    | 15     |
| 4   | 7  | Kimi Räikkönen   | Ferrari              | 53     | +33.768             | 6    | 12     |
| 5   | 77 | Valtteri Bottas  | Williams-Mercedes    | 53     | +36.746             | 3    | 10     |
| 6   | 27 | Nico Hülkenberg  | Force India-Mercedes | 53     | +55.559             | 13   | 8      |
| 7   | 8  | Romain Grosjean  | Lotus-Mercedes       | 53     | +1:12.298           | 8    | 6      |
| 8   | 13 | Pastor Maldonado | Lotus-Mercedes       | 53     | +1:13.575           | 11   | 4      |
| 9   | 33 | Max Verstappen   | Toro Rosso-Renault   | 53     | +1:35.315           | 17   | 2      |
| 10  | 55 | Carlos Sainz jr. | Toro Rosso-Renault   | 52     | +1 ronde            | 10   | 1      |
| 11  | 14 | Fernando Alonso  | McLaren-Honda        | 52     | +1 ronde            | 12   |        |
| 12  | 11 | Sergio Pérez     | Force India-Mercedes | 52     | +1 ronde            | 9    |        |
| 13  | 26 | Daniil Kvjat     | Red Bull-Renault     | 52     | +1 ronde            | Pit  |        |
| 14  | 9  | Marcus Ericsson  | Sauber-Ferrari       | 52     | +1 ronde            | 15   |        |
| 15  | 3  | Daniel Ricciardo | Red Bull-Renault     | 52     | +1 ronde            | 7    |        |
| 16  | 22 | Jenson Button    | McLaren-Honda        | 52     | +1 ronde            | 14   |        |
| 17  | 19 | Felipe Massa     | Williams-Mercedes    | 51     | +2 ronden           | 6    |        |
| 18  | 53 | Alexander Rossi  | Marussia-Ferrari     | 51     | +2 ronden           | 19   |        |
| 19  | 28 | Will Stevens     | Marussia-Ferrari     | 50     | +3 ronden           | 18   |        |
| 20  | 12 | Felipe Nasr      | Sauber-Ferrari       | 49     | Technisch           | 16   |        |

## Tussenstanden na de Grand Prix

### Coureurs
| Positie | Nummer | Rijder           | Team              | Punten |
| ------- | ------ | ---------------- | ----------------- | ------ |
| 1       | 44     | Lewis Hamilton   | Mercedes          | 277    |
| 2       | 6      | Nico Rosberg     | Mercedes          | 229    |
| 3       | 5      | Sebastian Vettel | Ferrari           | 218    |
| 4       | 7      | Kimi Räikkönen   | Ferrari           | 119    |
| 5       | 77     | Valtteri Bottas  | Williams-Mercedes | 111    |

### Constructeurs
| Positie | Team                 | Punten |
| ------- | -------------------- | ------ |
| 1       | Mercedes             | 506    |
| 2       | Ferrari              | 337    |
| 3       | Williams-Mercedes    | 208    |
| 4       | Red Bull-Renault     | 139    |
| 5       | Force India-Mercedes | 77     |